# Cercomonadida
Cercomonadida је ред амебо-бичара из типа Cercozoa. Обухвата две фамилије, са 9 родова. Представници ове групе протиста чести су у воденим екосистемима и земљишту. Поједине врсте имају сложен животни циклус, са вишеједарним и мултифлагелатним стадијумом плазмодијума.

## Грађа ћелије
Ћелије церкомонада су величине до 10 μm, не поседују ћелијски зид на површини. Кретање се врши бичевима — постоје два бича различите величине, без мастигонема. Псеудоподијама се врши узимање хране (најчешће се хране бактеријама). У неповољним условима стварају се цисте. У цитоплазми су присутна микротела и екструзоми. Кинетозоми су повезани са једром. У митохондријама се налазе тубуларне кристе.

## Класификација реда
фамилија 
род 
род 
род 
фамилија 
род 
род 
род 
род 
род 
род 